# Езапов (Хойникский район)
Езапов (бел. Езапоў) — посёлок в Судковском сельсовете Хойникского района Гомельской области Республики Беларусь.

## География

### Расположение
В 2 км на юг от районного центра и железнодорожной станции Хойники (на ветке Василевичи — Хойники от линии Гомель — Калинковичи), в 104 км от Гомеля.

## Транспортная сеть
Транспортные связи по автодорогам, которые отходят от Хойники. Планировка состоит из бессистемной застройки, около автодороги, преимущественно деревянных крестьянских усадьб.

## История
В источнике, составленном на основе ревизии 1795 г., упомянуты "деревня Дворище с двором Юзефовым", бывшие в аренде от владелицы Хойникского имения Людвики Прозор у регента речицкого Феликса Ястржембского. Согласно инвентарю 1844 г., имение Юзефов принадлежало старшему сыну Кароля и Людвики Прозоров Юзефу, после смерти последнего в 1845 г., – младшему Владиславу. После 1862 г. владельцем был сын Владислава Мечислав, а после 1864 г. – сын Мечислава Константин и номинально дочери Мария и София. С 1887 г. – во владении российских купцов Авраамовых. 
Посёлок Езапов основан в начале 1920-х годов переселенцами из соседних деревень на бывших помещичьих землях. В 1930 году жители вступили в колхоз. 16 жителей погибли на фронтах Великой Отечественной войны. Согласно переписи 1959 года в составе колхоза "Имени М.И. Калинина" (центр — г. Хойники).
До 31 декабря 2009 года в Дворищанский сельсовете, который переименован в Судковский. До 31 декабря 2009 года в составе Хойникского райсовета.

## Население

### Численность
2021 год — 166 жителей, 54 хозяйства

### Динамика
- 1959 год — 240 жителей (согласно переписи)
- 2004 год — 180 жителей, 61 хозяйство
- 2021 год — 166 жителей, 54 хозяйства